# 쿠마자키 하루카

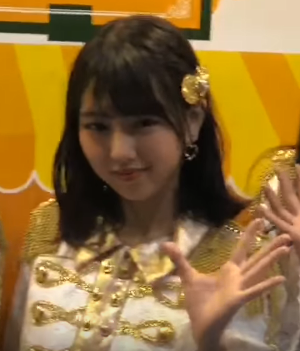

쿠마자키 하루카(熊崎 晴香,くまざき はるか, 1997년 8월 10일 - )는 일본 여성 아이돌 그룹 SKE48의 멤버이다.

## 개요
- SKE48 팀S  멤버 제스트 소속.